# Star Fire
Star Fire, född 4 februari 1992 i Mexico City, är en mexikansk luchadora (fribrottare). Hon gjorde sin debut i Consejo Mundial de Lucha Libre år 2008 efter att ha tränats av Mr. América, Skayde och Vicky Carranza. Sedan 2018 har hon brottats i Mexikos största fribrottningsförbund, Lucha Libre AAA Worldwide.
Under 2014 och 2015 brottades hon i förbundet Stardom i Japan, där hon nådde vissa framgångar.
Som många andra mexikanska fribrottare uppträder Star Fire med mask, enligt traditionerna inom lucha libre. Hennes riktiga namn och identitet är således inte känt av allmänheten.